# The Fallen Angel
The Fallen Angel (O Anjo Caído, na edição em Portugal, ou Anjo Caído, na edição no Brasil) é um romance de espionagem de 2012 de Daniel Silva. É o décimo segundo da série Gabriel Allon.
Numa mistura inebriante de arte, intriga e história, a acção de  The Fallen Angel  parte das salas mais restritas do Vaticano e vai até às elegantes pistas de esqui de St. Moritz, depois para as graciosas avenidas de Berlim e Viena e, finalmente, até um clímax de tensão no pedaço de terra mais sagrado e contestado do mundo. Nas suas páginas perpassam espiões, amantes, sacerdotes e ladrões. É uma história de fé e do poder destrutivo dos segredos e um lembrete de que aqueles que não conseguem ter presente o passado estão condenados a repeti-lo.:Badana da Contracapa

## Enredo
Ao contrário dos títulos recentes da série, este livro é ambientado principalmente em Itália, pois Allon ajuda o secretário particular do papa, monsenhor Luigi Donati, num caso que está a incomodar o Vaticano. A conclusão ocorre em Jerusalém.
Depois de ter sobrevivido por um triz à sua anterior missão, Gabriel Allon, o herói dos serviços secretos israelitas, refugiou-se no interior dos muros do Vaticano, onde se encontra a restaurar uma das obras-primas de Caravaggio. Mas numa manhã ele é chamado à Basílica de São Pedro por monsenhor Luigi Donati, o influente secretário privado de Sua Santidade o (fictício) Papa Paulo VII. O cadáver de uma bela mulher foi ali encontrado sob a magnífica abóbada desenhada por Miguel Ângelo. A polícia do Vaticano suspeita que se trata de suicídio, mas Allon não concorda.
E o mesmo pensa Donati que receia que uma investigação pública possa vir a provocar um escândalo no seio da Igreja e, por isso, pede a Gabriel que descubra discretamente o que realmente se passou. Com uma advertência: «Regra número um no Vaticano», diz Donati. «Não faça demasiadas perguntas.» Gabriel descobre que a mulher morta desvendara um segredo perigoso, que ameaça uma organização criminosa que anda a pilhar tesouros da Antiguidade e a vendê-los a quem oferecer mais dinheiro. Mas não se trata apenas de ganância. Um agente misterioso planeia uma sabotagem que irá mergulhar o mundo num conflito de proporções apocalípticas.

## Referências a pinturas

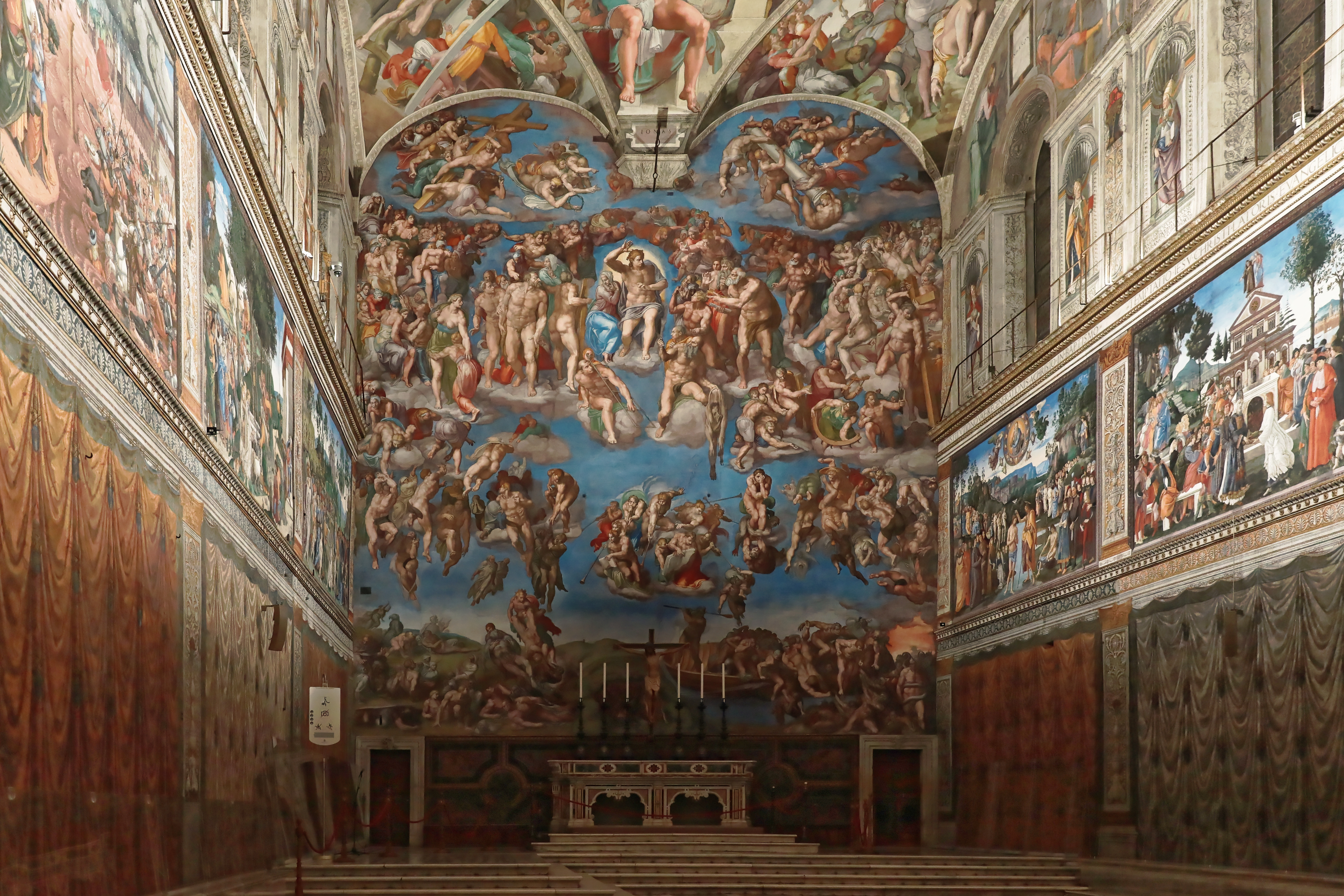
Capela Sistina